# Inga marginata
Inga marginata là một loài thực vật có hoa trong họ Đậu. Loài này được Kunth miêu tả khoa học đầu tiên năm 1823.